# Jörgen Olsson
Anders Jörgen Olsson (ur. 18 grudnia 1968) – szwedzki zapaśnik walczący w stylu klasycznym. Olimpijczyk z Barcelony 1992, gdzie zajął jedenaste miejsce kategorii 100 kg.
Wicemistrz świata w 1991. Mistrz Europy w 1993. Drugi w Pucharze Świata w 1989. Zdobył dwa medale na mistrzostwach nordyckich w latach 1991 – 2000.